# Dynamik unitaire Sud
Pour les articles homonymes, voir DUS.
La Dynamik unitaire Sud (DUS) est un parti politique indépendantiste de Nouvelle-Calédonie, créé le 5 novembre 2011 par des dissidents dans la Province Sud du Parti de libération kanak (Palika), emmenés par Sylvain Pabouty.

## Historique
Sylvain Pabouty, unique conseiller provincial du Palika dans le Sud, élu aux élections provinciales du 10 mai 2009, est en désaccord avec la direction de son parti d'origine par la suite, notamment avec sa stratégie d'opposition à l'égard de l'Union calédonienne (UC), autre composante du Front de libération nationale kanak et socialiste (FLNKS). Sylvain Pabouty siège ainsi au sein du groupe « FLNKS » dominé par l'Union calédonienne (UC) au Congrès, et non dans celui de l'« Union nationale pour l'indépendance » (UNI) constituée par le Palika. La rupture s'accentue à partir de 2010, lorsque le Palika s'oppose ou se montre sceptique à l'égard d'un certain nombre de choix portés par l'UC et par Sylvain Pabouty (notamment le soutien à la proposition de l'anti-indépendantiste de Pierre Frogier concernant la montée des deux drapeaux sur les édifices publics, ou le rapprochement avec le Parti travailliste mais aussi avec les loyalistes du Rassemblement-UMP de Frogier).
Finalement, Sylvain Pabouty et une partie des militants du Palika dans le Sud font dissidences et créent leur propre mouvement. Sylvain Pabouty présente sa « démarche » comme « s'inscrivant dans une logique unitaire » qui, selon lui, « respecte les décisions adoptées lors des réunions du FLNKS », à savoir de son bureau politique dominé par l'Union calédonienne et ses alliés depuis 2009. 
La DUS n'est toutefois pas reconnue comme l'une des composantes du FLNKS, à l'inverse du Parti de libération kanak (Palika). Son slogan est : « Penser national, agir local ». 